# Michiel Pauw
Knight Michiel Reiniersz Pauw (29 de marzo de 1590 en Ámsterdam -20 de marzo de 1640 en Gante) fue un director de la Compañía Holandesa de las Indias Occidentales (WIC), entre 1621 y 1636.
Nació en Ámsterdam en una rica familia de comerciantes: su padre, Reinier Pauw (1564-1636) no solo era comerciante, sino también alcalde de Ámsterdam, y estudió derecho en Leiden. Su hermano Adriaan Pauw [3] (1581-21 de febrero de 1653) fue Grand Pensionario de Holanda desde 1631 hasta 1636 y de 1651 a 1653, y firmante de la Paz de Münster (1648), por lo que fue un embajador para Holanda.

## Compañía de las Indias Occidentales
La Compañía Holandesa de las Indias Occidentales (WIC), se fundó en 1621 para explotar el comercio en el hemisferio occidental, y por 1625 había establecido una colonia en Fort Amsterdam (Bajo Manhattan) y Fort Orange. Con la esperanza de fomentar el asentamiento, la compañía, en 1629, comenzó a ofrecer vastas concesiones de tierras y el título feudal de patroon (patrocinador), bajo los auspicios de la Carta de Libertades y Exenciones. En 1630, Pauw compró dos partes del Lenape en Hopoghan Hackingh (Hoboken) y en Ashasimus (Harsimus), cubriendo toda la península entre el río Hudson yHackensack River ahora se conoce como Hudson County, New Jersey, así como una tercera compra de Staten Eylandt (Staten Island), que ahora forma parte de la ciudad de Nueva York. Al patrono se le dio la forma latinizada de su apellido (que significa "pavo real"), Pavonia. Se dice que los manhattanos se lo vendieron después de que se retiraron allí después de la venta de su isla natal a Peter Minuit algunos años antes. Inicialmente, se construyó una pequeña choza y un transbordador en Arresick, llamado Powles Hoek (Paulus Hook), pero Pauw no cumplió con las demás condiciones establecidas por la compañía (que incluía poblar el área con al menos cincuenta adultos), y más tarde se le exigió que le vendiera sus intereses. En 1634 colaboró con Kiliaen van Rensselaer y Wouter van Twiller en el envío de ganado (caballos y vacas) en los próximos seis años.

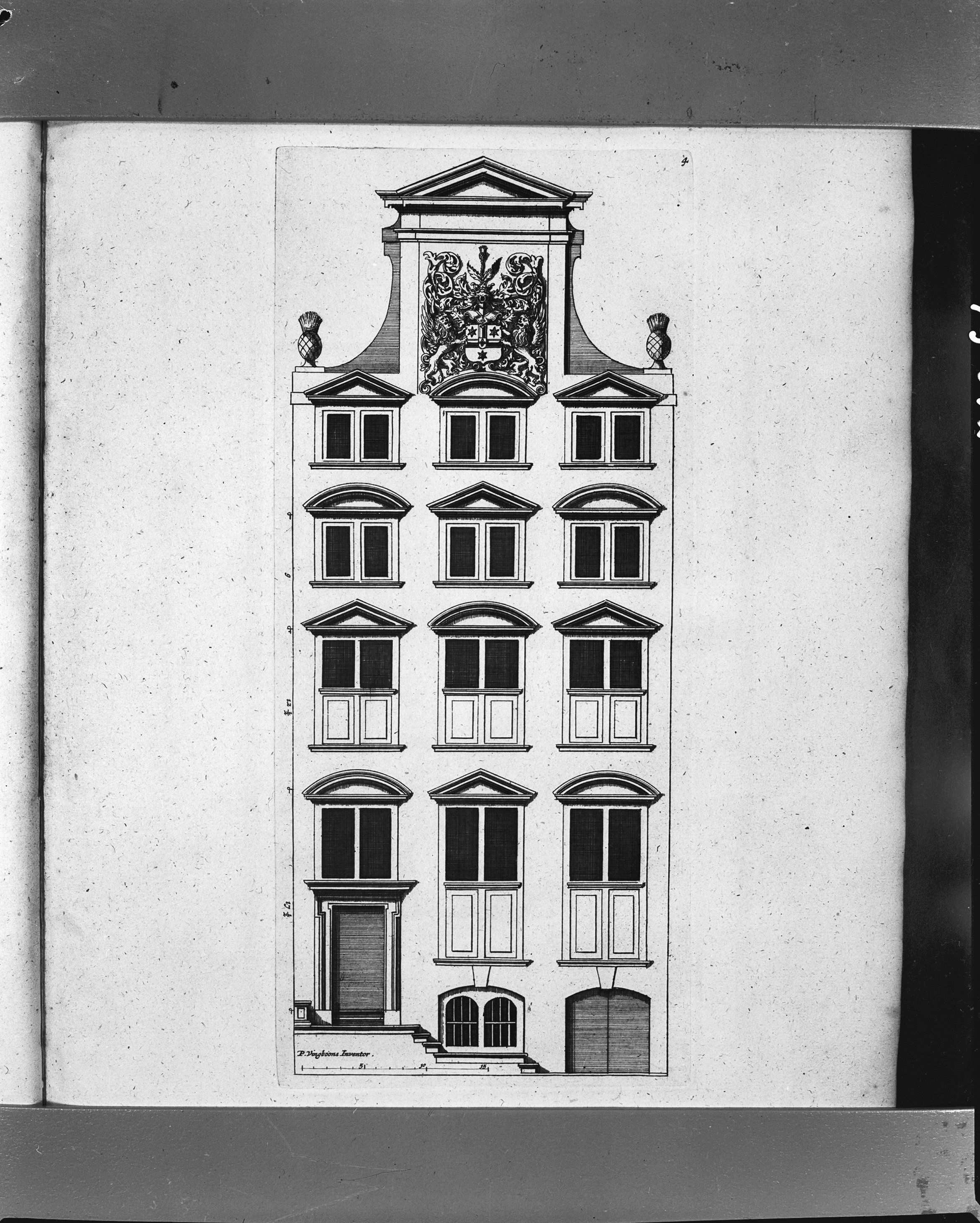
Diseño de la Herengracht 168 con el león de San Marcos en la parte superior.

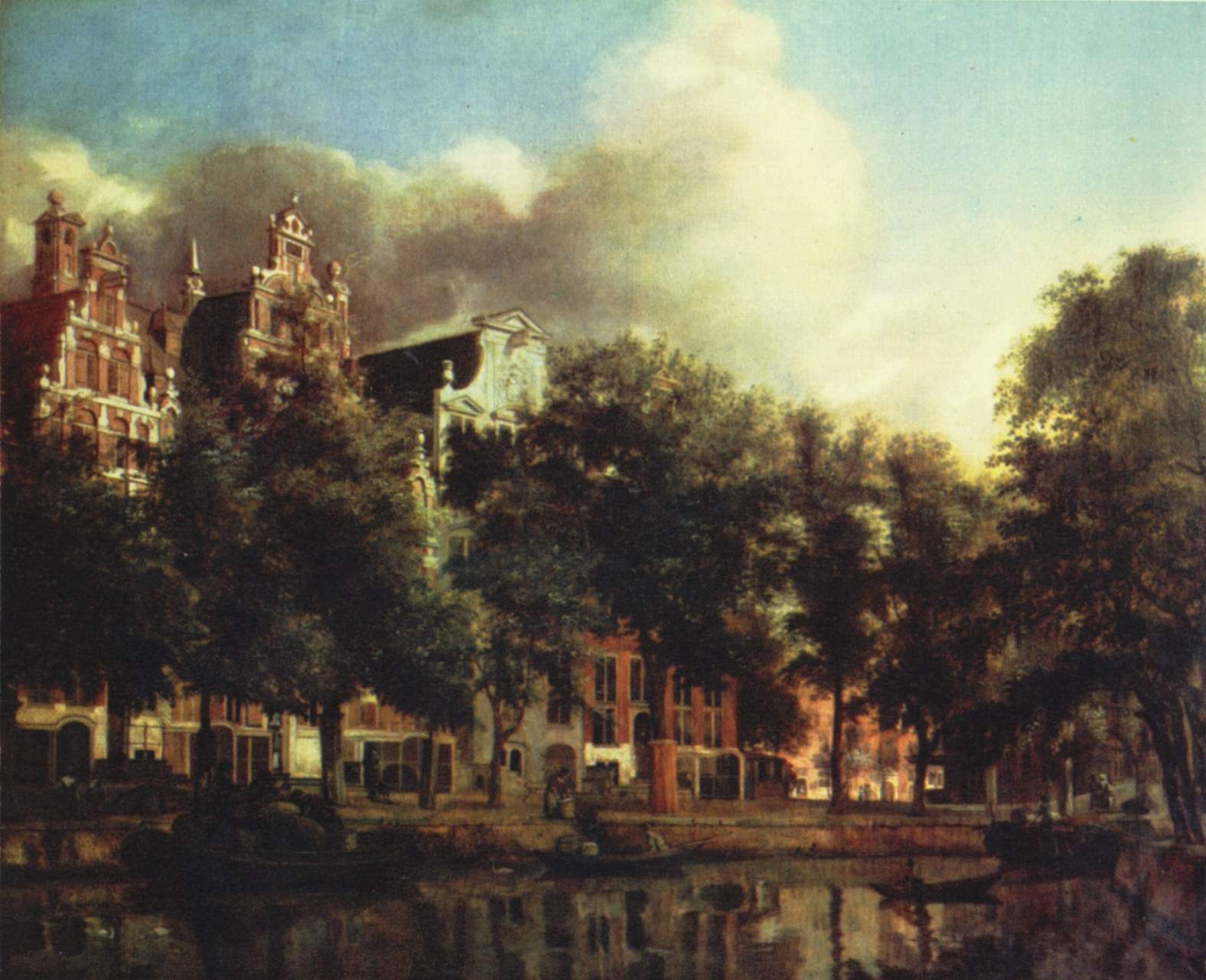
La mansión grisácea del centro perteneció a Pauw; pintura de Jan van der Heyden

El nombre Pavonia permanece como una avenida y sucursal de una biblioteca en la contemporánea ciudad de Jersey. También hay una corte de Pavonia en Bayonne y Pavonia Avenue en Kearny. El término de la línea de costa de Hudson de Erie Railroad se llamó Pavonia Terminal, ubicada cerca de la estación del sistema de tránsito rápido PATH, una vez llamada Pavonia. Saint Peter's College, ubicado en un terreno que era parte del patrono, tiene como mascota a un pavo real.
Pavonia no era el único territorio estadounidense que llevaría su nombre. Primero descrito por Amerigo Vespucci, quien viajó con una expedición portuguesa de Gonçalo Coelho a Brasil en el año 1503, el archipiélago de Fernando de Noronha fue invadido por los ingleses, y desde 1556 hasta 1612, fue retenido por los franceses. En 1628, fue ocupada por los holandeses, que fueron desplazados dos años después por una expedición militar español- portuguesa dirigida por Rui Calaza Borges. Los holandeses ocuparon la isla una vez más en 1635, convirtiéndose en un hospital para sus tropas que ocuparon el noreste de Brasil (la costa brasileña entre Río São Francisco y Maranhão). La isla se conoció como Pavonia, en honor de Pauw. Permanecería bajo control holandés durante casi veinte años, cuando fue reconquistado por Portugal.
Al parecer, Pauw tuvo mucho éxito y pudo encargar a uno de los arquitectos más populares de la época para que construyera una torre de canal o canal en Ámsterdam. Se puede ver en las dos imágenes principales de este artículo. Vestidos con piedra arenisca blanca importada de Alemania, era el primero en la ciudad para tener un cuello a dos aguas. [9]